# Вигово
Ви́гово — деревня в составе Великогубского сельского поселения Медвежьегорского района Республики Карелия.

## Общие сведения

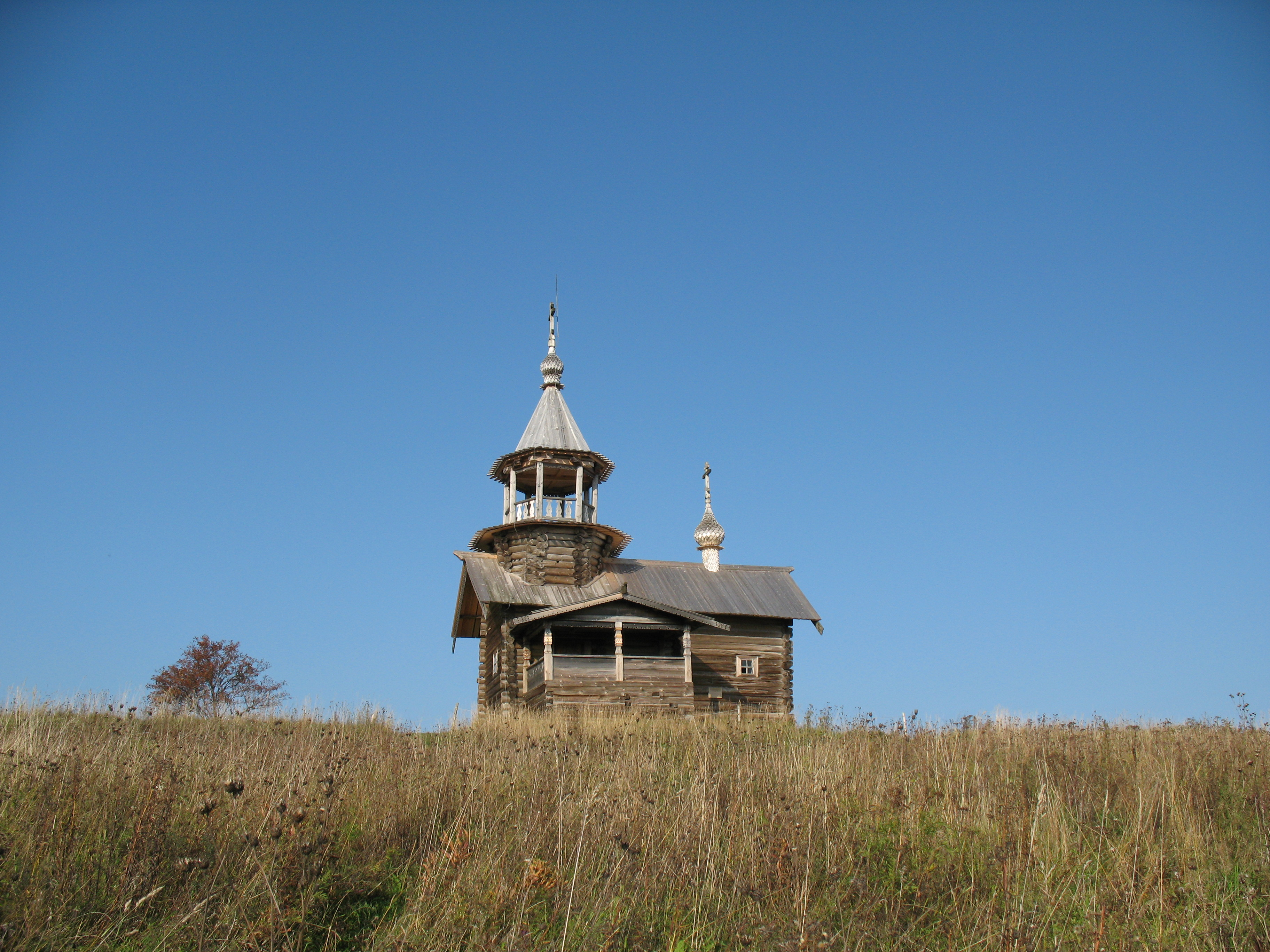
Часовня Спаса Нерукотворного Образа из Вигово в музее-заповеднике «Кижи»

Деревня расположена на острове Вигово в Заонежье, в северной части Онежского озера.

## История
По сведениям на 1911 год в Вигово действовало земское училище.

## Население
Численность населения в 1905 году составляла 139 человек.
| 1905 | 2010 | 2013 |
| ---- | ---- | ---- |
| 139  | 1    | 0    |

## Интересные факты
Памятник архитектуры XVII века — деревянная часовня Спаса Нерукотворного Образа из деревни Вигово была перенесена в музей-заповедник «Кижи» в 1969 году.